# Ptiloglossa steinheili
Ptiloglossa steinheili är en biart som beskrevs av Heinrich Friese 1899. Ptiloglossa steinheili ingår i släktet Ptiloglossa och familjen korttungebin. Inga underarter finns listade i Catalogue of Life.